# 顏文閂
顏文閂（1945年—2024年12 月25日），生於台灣高雄市，新聞界人士，曾任《聯合報》記者、《聯合報》採訪中心政治組召集人、《自立晚報》總編輯、《自由時報》總編輯兼社長、《台灣日報》董事長。

## 生平
顏文閂畢業於國立臺灣師範大學社會教育學系新聞組，畢業後進入《聯合報》擔任記者，曾任《聯合報》採訪中心政治組召集人。1980年，顏文閂居中介紹聯邦企業集團創辦人林榮三買下《自強日報》；1981年，《自強日報》改名《自由日報》。
1981年底，顏文閂由《聯合報》離職，轉任《自立晚報》總編輯。1986年，《自立晚報》獨家報導桃園機場事件中軍警對抗議群眾施暴；此後，該報發行量快速上升，成為當時晚報銷售量冠軍。1987年1月，《人間雜誌》第15期以顏文閂為封面人物，刊出陳映真專訪顏文閂，將顏文閂視為台灣言論自由與新聞自由的指標人物。
1988年，顏文閂轉任《自由日報》總編輯兼社長，因前任社長兼總編輯為其在師大的教授歐陽醇，遭新聞界質疑將老師掃地出門，當時掀起極大的風波。資深駐美國記者續伯雄編著之《歐陽醇信函日記》即有相關記載。
1996年8月16日，顏文閂與《台灣日報》董事長兼社長兼發行人萬德群在台北市信義路聯勤俱樂部正式簽約，顏文閂以新台幣六億至八億元購入《台灣日報》並自任董事長，《台灣日報》並獲得台塑關係企業董事長王永慶的金援，顏文閂宣稱能在接手後的第三年轉虧為盈。1996年8月17日，《自由時報》報頭刊載之頭銜「發行人吳阿明，社長顏文閂」改為「創辦人林榮三，發行人吳阿明」，第三版則刊登「本報啟事」：「本報董事會決議，由發行人吳阿明先生兼任社長，自8月16日起生效。本報前社長顏文閂先生榮任《台灣日報》董事長一職，已向本報董事會請辭照准。」
2001年，王永慶停止資助《台灣日報》，退出媒體經營，《台灣日報》經營開始出現狀況。2001年5月8日，香港《太陽報》報導，王永慶在本月7日宣布資金全部撤離《台灣日報》，即使中華民國總統陳水扁親自遊說王永慶，王永慶仍宣稱「對朋友的幫助總要有限」，但王永慶承諾協助《台灣日報》清償債務新台幣37億元；同日，王永慶澄清，台塑關係企業並未投資《台灣日報》，而是因為顏文閂五年前請求他，他才協助顏文閂渡過難關，但由於「個人力量有限」，他在2001年5月1日停止為《台灣日報》作貸款擔保，也希望《台灣日報》能早日找到新買主。
2001年8月1日，《台灣日報》以「因應經濟不景氣」及「社方收入減少」為由，要員工簽署「薪資調降同意書」，同意調降薪資10%，但明訂以一年為期；顏文閂並在同年9月1日發行的《台灣日報》社刊上表示：㈠如果節省20%的人事費用，再加緊業務收入，很快就可以達到收支平衡；㈡當報社收入超過支出，賺進第一個新台幣一萬元時，他願意發給每位同仁獎金新台幣一萬元。不過一年後，薪水調降沒有回復，這個承諾至2005年7月都未曾兌現。
2005年8月4日，《台灣日報》勞資雙方在台北市政府勞工局進行勞資協調會，勞方要求資方在2005年8月11日前補發兩個月的欠薪，《台灣日報》人事室主任陳正容宣稱資方無法照辦；勞資協調會後，台灣日報員工自救會會長林朝億批評，顏文閂在四年內花光《台灣日報》資金新台幣35億元，有掏空《台灣日報》之嫌，應該下台。林朝億要求顏文閂盡速公布《台灣日報》財務報表及董監事會議紀錄，由勞資雙方認定的公正會計師進行查核。
2005年8月5日，《台灣日報》突然宣佈，依據顏文閂於該日15時整的內部會議中的宣布，以「造謠生事，煽動怠工」與「對公司主管實施暴行或重大侮辱行為」等理由，將林朝億與台灣日報員工自救會總幹事林慶祥免職，拒絕給林朝億與林慶祥申訴機會，人事室會直接發「免職令」給林朝億與林慶祥，顏文閂將控告林朝億毀謗；同日，台灣日報員工自救會發布新聞稿，譴責顏文閂迫害員工權益，並聲援權益遭迫害之員工提告確保權益。2005年8月6日，林朝億、林慶祥、前《台灣日報》總編輯莊豐嘉、前《台灣日報》專欄作家陳政農、台灣勞工陣線秘書長孫友聯等人共同召開記者會並發布聲明，批評《台灣日報》惡意非法解雇；他們抨擊，顏文閂的行為是在勞資協調破裂後，巧立名目惡意解雇員工，把員工的合理訴求都說成「大不敬」。在該場記者會上，從2004年12月起就被《台灣日報》積欠稿費的陳政農批評：比起當年為了爭取言論自由而離開《聯合報》的顏文閂，現在的顏文閂變成「經營企業無能，新聞專業無品」，真正為台灣獨立運動努力的人、堅持新聞良知專業的人、堅持勞資合理關係的人都應該開除顏文閂，因為《台灣日報》在陳水扁政府上台執政之後有相當大的成份是在搞「假台獨」，「根本只是讓阿扁滿足他的政治手淫，完全沒影響力」，「真正愛台獨的人不應該支持這種不顧員工生活的報紙」。
2005年8月6日，《自立晚報》報導，《台灣日報》欠薪不付，要求獨派勢力金援，甚至要求陳水扁政府金援，引起外界極大反感；《財訊月刊》報導，顏文閂家族涉嫌上下其手，是《台灣日報》財務惡化的主因。2005年8月8日，林朝億與林慶祥繼續到《台灣日報》上班，拒絕接受「免職令」；聲援者舉辦行動劇，扮演「暴人鹽╳酸」（諧音「報人顏文閂」）者以一支大刀作勢砍林朝億與林慶祥的頭，諷刺資方非法解雇，也諷刺顏文閂沒資格被稱為「報人」。
2006年4月3日，顏文閂將台中市西屯區文心路三段《台灣日報》總部大樓「台日大樓」以新台幣三億三千萬元賣給妙天禪師，《台灣日報》總社遷移至台北辦事處；2006年4月17日，妙天禪師協助《台灣日報》支付長期積欠的勞保費、健保費與稅金；2006年5月，台日大樓產權轉移到妙天禪師女兒黃愛倫的名下；當時妙天禪師有意順道買下《台灣日報》商標權，但顏文閂要求妙天禪師必須再支付《台灣日報》員工欠薪、稿費、已開貨款支票與顏文閂個人名下欠款合計超過新台幣七千萬元，妙天禪師回絕。2006年6月3日，妙天禪師透過其幕僚宣稱不買《台灣日報》；《台灣日報》員工指稱，妙天禪師確實曾與資方接洽，是《台灣日報》可能的新買主。
2006年5月，莊豐嘉說，台獨人士給《台灣日報》的捐款源源不絕，但《台灣日報》財務始終沒有改善，令人懷疑這些捐款流向何處；但是顏文閂始終不曾向《台灣日報》員工坦白說明財務問題，財務問題一向是個祕密；他曾針對《台灣日報》經營問題向顏文閂提出建言，建議顏文閂在該放手的時候就放手讓其他有能力的人接手，但是顏文閂完全無法接受他的建議，他只好辭職；顏文閂堅持裁員、改版，導致《台灣日報》人手不足、員工無心工作，變成一個專門靠中央通訊社新聞填充版面、大幅降低影響力的報紙，終於讓原來有心接手的人為之卻步。
2006年6月6日，因為財務問題，《台灣日報》停刊。2006年6月29日，《財訊月刊》第292期報導〈顏文閂綁架「本土意識」終關門〉。
2007年1月15日，台中地方法院依據《勞動基準法》判處顏文閂新台幣六萬元罰鍰；林慶祥說，顏文閂的罰鍰金額太少，顏文閂「和現在的王又曾一樣」，如果顏文閂再不出面，他們就按照程序拍賣《台灣日報》商標權。
2009年6月，前《台灣日報》副總編輯呂東熹說，《台灣日報》在陳水扁政府時代下令不能批陳水扁，其他都可批，「這媒體服務一個人，卻得罪很多人」。
2011年3月25日，顏文閂應中國文化大學政治學研究所邀請主講〈媒體與政治——兼談2012大選〉，他說，他曾大力反對核能發電，即使不少高官向他關說，他仍然不會退縮，他依舊憑著良心替台灣人民抗爭；他說，新聞媒體是良心事業，做任何事不能脫軌而行，否則就喪失新聞記者的專業道德，「我鼓勵更多學生，要謹記此一觀念；不要因為政客或企業關說，就喪失批判的良心，喪失社會賦予記者的期望。」